# Path of Destiny
Path of Destiny est un groupe allemand de death metal mélodique, originaire de Thuringe. 

## Histoire
Le groupe est formé en février 2007 dans l'arrondissement de Saalfeld-Rudolstadt, en Thuringe. Après avoir déménagé à  Lothra, il publie la démo Dead End Road en 2008. Deux ans plus tard, le 28 mai 2010, ils sortent leur premier album, Rise and Fall, une auto-édition qui contenait également trois des chansons de la démo. 
Le 1er février 2012, l'EP Parasite God sort, également en autoproduction, et est suivi d'un changement au niveau du chant. En 2015, le label Apostasy Records signe le groupe. Cette collaboration aboutit à la sortie de l'album Dreams in Splendid Black le 1er avril 2016. Entre-temps, en raison de quelques changements de membres, le groupe quitte Lothra pour Hof (Saale), puis revient en Thuringe. En 2017 et 2019, le guitariste Christian Reinhard se produit également sur scène en tant que bassiste live avec le groupe de death metal thuringien Deserted Fear.
Le 11 juin 2021, le 3e album du groupe The Seed of All Evil fête sa sortie via Apostasy Records,,,.

## Style musical
D'un point de vue stylistique, le groupe couvre un large spectre d'influences différentes de divers sous-groupes de metal, comme le black metal et le thrash metal, avec à la base un death metal contemporain parsemé de parties mélodiques et de hooklines. L'utilisation d'accompagnements orchestraux est également marquante. Pour Philipp Issler de metal.de, le groupe avait sorti avec Dreams in Splendid Black un album de death metal « puissant et noir de jais au sens propre du terme, qui compte définitivement parmi les temps forts du genre de l'année ».
Des groupes comme Dimmu Borgir, Hypocrisy, Kataklysm ou encore Septicflesh peuvent être cités comme pierres angulaires de l'orientation musicale. Dans le Metal Hammer, l'album Dreams in Splendid Black obtient 6 points sur 7 dans la critique de Thomas Strater.

## Discographie

### Albums studio
- 2010 : Rise and Fall (album)
- 2016 : Dreams in Splendid Black (album, Apostasy Records)
- 2021 : The Seed of all Evil (album, Apostasy Records)

### EP
- 2012 : Parasite God

### Démos
- 2008 : Dead End Road